# Hypericum lydium
Hypericum lydium — вид квіткових рослин родини звіробоєвих (Hypericaceae).

## Біоморфологічна характеристика
Стебла 10–75 см, прямі, голі, з ± численними помітними червоними та бурштиновими залозками. Листки на основному стеблі 9–35 мм, лінійні чи вузько видовжено-ланцетні, часто закручені, округлі, іноді сизі. Суцвіття від циліндричного або вузько-пірамідального до майже колоскового, 10-багатоквіткове. Чашолистки рівні, ± з'єднані біля основи, від ланцетних до довгастих, гострих або майже гострих, рівномірно залозисто-зубчасті або з сидячими залозками по всьому колу. Пелюстки 6–12 мм, рідше з червоною жилкою. Коробочка 6–8 мм, яйцювата, поступово загострена.

## Поширення
Росте на півдні Європи та заході Азії: Туреччина, пн.-сх. Ірак, зх. Іран, Ліван, Сирія, Крим, Північний Кавказ, Вірменія, Азербайджан.